# قسم هارفارد للتعليم المستمر
قسم هارفارد للتعليم المستمر (بالإنجليزية: Harvard Division of Continuing Education)‏ هو أحد أقسام كلية الآداب والعلوم بجامعة هارفارد. وهي مسؤولة عن برامج الدراسات العليا وغير الجامعية والمتعلقة بالتعليم المستمر. تمنح البرامج التابعة لقسم التعليم المستمر درجات الخريجين والجامعيين، بالإضافة إلى الشهادات الائتمانية وغير المعتمدة والبرامج قصيرة الأجل.

## البرامج
حاليًا، يتألف قسم التعليم المستمر من أربعة برامج رئيسية:
1. مدرسة ملحق هارفارد.
2. مدرسة هارفارد الصيفية.
3. برامج التطوير المهني بجامعة هارفارد.
4. معهد هارفارد للتعلم بعد التقاعد.[2]